# Gofa Redo
Gofa Redo är en krater i Kenya.   Den ligger i länet Marsabit, i den centrala delen av landet, 400 km norr om huvudstaden Nairobi. Toppen på Gofa Redo är 1 094 meter över havet. Gofa Redo ingår i Res Fila.
Terrängen runt Gofa Redo är huvudsakligen kuperad, men den allra närmaste omgivningen är platt. Terrängen runt Gofa Redo sluttar norrut. Runt Gofa Redo är det ganska tätbefolkat, med 60 invånare per kvadratkilometer. Närmaste större samhälle är Marsabit, 5,8 km söder om Gofa Redo. Omgivningarna runt Gofa Redo är i huvudsak ett öppet busklandskap.